# San Martín de Castro
Castro (llamada oficialmente San Martiño de Castro) es una parroquia española del municipio de Paradela, en la provincia de Lugo, Galicia.

## Otras denominaciones
La parroquia también es conocida por el nombre de San Martín de Castro.

## Organización territorial
La parroquia está formada por nueve entidades de población:

### Entidades de población
Entidades de población que forman parte de la parroquia:
- Cabo de vila
- Esdulfe
- Outeiro
- Pol
- Poste (O Poste)
- Regatelo
- Reguenga (A Reguenga)
- Vilarreguenga (Vila Reguenga)

### Despoblado
Despoblado que forma parte de la parroquia:
- San Martiño

## Demografía
| Gráfica de evolución demográfica de Castro entre 2000 y 2020 |
|                                                              |
| Datos según el nomenclátor publicado por el INE.             |